# Симантоннаяна
Симантоннаяна (санскр. सीमन्तोन्नयन, IAST: Sīmantonnayana) — третья из индуистских санскар, во время которой волосы беременной женщины разделяются для создания пробора.
Согласно грихья-сутрам подходящим временем для совершения данной санскары является четвёртый или пятый месяц беременности, но согласно смрити и астрологическим трудам период может быть расширен до восьмого месяца или даже до рождения самого ребёнка. Авторитетные писания также не единогласны и в том, стоит ли проводить симантоннаяну во время каждой беременности или только во время первой. Согласно Ашвалаяне, Баудхаяне, Апастамбе, Харите и Девале она совершается лишь единожды. Но остальные авторитеты придерживаются другой точки зрения: каждая беременность — одна симантоннаяна. Если ребёнок мертворождённый, этот обряд должен быть повторён во время следующей беременности.

## Церемония
День, выбираемый для церемонии, должен приходиться на две недели нарастающей луны, когда она находится в связи с созвездием, носящим мужское имя, названия всех используемых принадлежностей должны быть мужского рода, чтобы гарантировать рождение мальчика.
Кожа быка с шеей, направленной на восток, расстилалась перед жертвенным огнём, и жена с мужем садились на неё. Она готовилась к церемонии, распуская для этого свои волосы и смазывая их свежим и ароматным маслом. Согласно Параскара-грихья-сутре, муж сам с нежностью разделяет её волосы вверх ото лба три раза, причём первый с помощью особого пучка, состоящего из чётного количества незрелых плодов удумбары, и трёх пучков травы дарбха. Во второй раз он пользуется иглой дикобраза с тремя белыми пятнышками и в последний раз использует ветку дерева виратара, читая каждые три раза махавьяхритьи, мистическую формулу из трёх слов — бхур, бхувас и свах (согласно же Баудхаяне читаются два разных стиха). Также муж мог для разделения волос применять стебель ячменя, если на нём находилось чётное количество зёрен. Некоторые писания предписывают мужу сплетать волосы жены специальным способом.
Согласно Параскаре (I.15.6) после разделения волос муж завязывает ветку удумбары вокруг шеи своей жены вместе с верёвкой, сплетённой из трёх нитей, со словами «Как крепкое дерево будь крепка и плодоносна» (IAST: Ayaṃūrjjāvato vrikṣaḥ urjjīva phalinī bhava). Она же смотрит в сосуд с приготовленным рисом и представляет себе рождение ребёнка. По другому варианту жена пристально всматривалась в сосуд, наполненный маслом либо водой, иногда рисом, и говорила: «Я вижу сыновей, скот, долгую жизнь для моего мужа». Ей давали тарелку со сваренным рисом для еды и воды, чтобы отпила. Это сопровождалось песнопениями в честь царей и героев, для того, чтобы женщина выносила храбрых воинов. В это время на неё накладывались многие запреты. В конце церемонии происходило угощение брахманов.
В целом церемония совершалась для защиты матери и ожидаемого ребёнка для защиты от злых сил, а также ради облегчения женщине родов. Ритуал симанта в данный момент практически не совершается, но его следы могут быть обнаружены в некоторых обычаях, всё ещё живущими в Махараштре и Южной Индии, таких как украшение цветами волос беременной женщины и слушание ею песен про героев из эпоса и пуран.